# Фонтен-Франсез (кантон)
Фонтен-Франсез (фр. Fontaine-Française) — кантон во Франции, находится в регионе Бургундия. Департамент кантона — Кот-д’Ор. Входит в состав округа Дижон. Население кантона на 2006 год составляло 2845 человек.
Код INSEE кантона — 2113. Всего в кантон Фонтен-Франсез входят 11 коммун, из них главной коммуной является Фонтен-Франсез.

## Коммуны кантона
- Бурберен — население 308 чел.
- Шом-э-Куршан — население 142 чел.
- Дампьер-э-Фле — население 108 чел.
- Фонтен-Франсез — население 951 чел.
- Фонтенель — население 127 чел.
- Лисе-сюр-Венжан — население 94 чел.
- Монтиньи-Морне-Вильнёв-сюр-Венжан — население 366 чел.
- Орен — население 99 чел.
- Пуйи-сюр-Венжан — население 112 чел.
- Сен-Морис-сюр-Венжан — население 185 чел.
- Сен-Сен-сюр-Венжан — население 353 чел.